# Carta a una nación cristiana
Carta a una nación cristiana (Letter to a Christian Nation) es un libro escrito por Sam Harris como respuesta a los comentarios suscitados por la publicación de su primer libro El fin de la fe. El libro está escrito en forma de carta abierta a un cristiano.
Harris afirma que su objetivo es "demoler las pretensiones intelectuales y morales de la Cristiandad en sus versiones más comprometidas". El libro fue publicado en septiembre de 2006. En octubre entró a formar parte de la lista de best sellers del New York Times en el puesto número siete.

## Sinopsis
Harris dirige sus argumentos contra los miembros de la derecha cristiana norteamericana. En respuesta a la aparición en la Biblia de todo tipo de cuestiones sobre moralidad, señala el cruel código ético del Antiguo Testamento (muerte por adulterio, homosexualidad o desobediencia a los padres, etc.) y lo opone, por ejemplo, con la completa ausencia de violencia del jainismo. Harris argumenta que la dependencia de dogmas puede crear una falsa moralidad, que se opone a la realidad del sufrimiento humano y los esfuerzos por aliviarlo; así como pone obstáculos religiosos al uso de preservativos, la investigación con células madre, el aborto y el uso de una prometedora vacuna para el virus del papiloma humano.

Leemos la ética de la reciprocidad y la juzgamos como una brillante destilación de gran parte de nuestros impulsos éticos. Entonces, encontramos otras enseñanzas de Dios sobre la moral: si un hombre descubre en su noche de bodas que la novia no es virgen, debe apedrearla hasta la muerte en la puerta de la casa de su padre Deuteronomio 22:13-21.

En el lado intelectualmente opuesto, Harris afronta el problema del mal, – la dificultad de creer en un Dios que permite desastres como el Huracán Katrina – y el conflicto entre ciencia y religión. Una encuesta reciente sugiere que el 53% de los norteamericanos son creacionistas así que Harris departe sobre la evolución y la opone a la noción del diseño inteligente.

A pesar de un siglo completo de investigaciones científicas sobre la antigüedad de la Tierra, más de la mitad de nuestros  vecinos creen que todo el Universo se creó hace seis mil años. Esto es, precisamente, unos mil años después de que los sumerios inventasen el adhesivo.

Harris entonces amplía su argumentación considerando la variedad de religiones del mundo y su mutuo antagonismo, centrando la atención en las bases religiosas de muchos conflictos étnicos y sociales. Hay quien espera el progreso de la tolerancia religiosa, el respeto mutuo y el diálogo interconfesional, pero Harris afirma que esto sólo hace más difícil criticar el extremismo religioso. Mientras que admite que las experiencias espirituales pueden tener valor, se interesa por aquellas que no deberían estar conectadas con creencias religiosas. Admite que la religión debe haber servido a algún propósito útil para la humanidad en el pasado, pero dice que eso es precisamente ahora el más grande impedimento para construir una civilización global.

## Respuesta
Los siguientes libros se escribieron como respuesta a Carta a una nación cristiana:
- Carta de un ciudadano cristiano, de Douglas Wilson
- Letter to a Christian Nation: Counterpoint de R.C. Metcalf
- Carta a un ateo de Michael Patrick Leahy
- The Return of the Village Atheist de Joel McDurmon